# Kanadai cinege
A kanadai cinege (Poecile atricapillus) a verébalakúak (Passeriformes) rendjébe, ezen belül a cinegefélék (Paridae) családjába tartozó faj.

## Rendszerezés
Egyes rendszerezők a Parus nembe sorolják Parus atricapillus néven.

## Előfordulása
Kanada és az Amerikai Egyesült Államok területén honos. Erdők lakója.

## Alfajai
- Poecile atricapillus atricapillus (Linnaeus, 1766)
- Poecile atricapillus bartletti (Aldrich & Nutt, 1939)
- Poecile atricapillus fortuita (Dawson & Bowles, 1909)
- Poecile atricapillus garrina (Behle, 1951)
- Poecile atricapillus nevadensis (Linsdale, 1938)
- Poecile atricapillus occidentalis (S. F. Baird, 1858)
- Poecile atricapillus practica (Oberholser, 1937)
- Poecile atricapillus septentrionalis (Harris, 1846)
- Poecile atricapillus turneri (Ridgway, 1884)

## Megjelenése
Testhossza 13 centiméter.
|  |  |

## Életmódja
Rovarevő.

## Szaporodása
Fészekalja 6-8 tojásból áll.